# Megyer
Megyer [meděr] je obec v Maďarsku v župě Veszprém, spadající pod okres Sümeg. Nachází se asi 6 km jihozápadně od Jánosházy a asi 10 km severozápadně od Sümegu. V roce 2015 zde žilo 23 obyvatel, díky čemuž je Megyer nejmenší obcí v župě Veszprém a jedenáctou nejmenší obcí v Maďarsku. Dle údajů z roku 2011 tvoří 86,4 % obyvatelstva Maďaři a 18,2 % Romové, přičemž 13,6 % obyvatel se ke své národnosti nevyjádřilo.

## Sousední obce
| Růžice kompasu |         | Nemeskeresztúr |        | Růžice kompasu |
| Růžice kompasu | Hetyefő | Sever          | Rigács | Růžice kompasu |
| Růžice kompasu | Hetyefő | Megyer         | Rigács | Růžice kompasu |
| Růžice kompasu | Hetyefő | Jih            | Rigács | Růžice kompasu |
| Růžice kompasu | Dabronc | Gógánfa        |        | Růžice kompasu |